# Le Malzieu-Ville
Le Malzieu-Ville (en occitano Lo Malasiu) es una población y comuna francesa, situada en la región de Languedoc-Rosellón, departamento de Lozère, en el distrito de Mende y cantón de Le Malzieu-Ville.

## Demografía
| 802 | 794 | 874 | 924 | 947 | 970 |
| Para los censos de 1962 a 1999 la población legal corresponde a la población sin duplicidades (Fuente: INSEE [Consultar]) |     |     |     |     |     |